# Cooperativa Agrícola de Ginestar
La Cooperativa Agrícola de Ginestar és una obra de Ginestar (Ribera d'Ebre) protegida com a Bé Cultural d'Interès Local.

## Descripció
Edifici situat al sud de la plaça Catalunya, al centre urbà del municipi. La Ginesta compta amb una estructura de dues naus longitudinals unides per un edifici central de secció quadrangular i de menors dimensions. Els tres cossos són de planta basilical i, en conjunt, formen un volum en forma d'"U" amb tres nivells de distribució. El parament de la nau central està arrebossat i pintat, mentre que, en les naus laterals és d'aparell de maó vist. La planta baixa consta d'una porta principal amb obertura d'arc de llinda, un pas de secció plana i tres finestres d'arc de llinda inscrites en arcs cegats. Cadascun dels primers pisos de les naus longitudinals, compta amb tres finestres de la mateixa tipologia que les de la planta baixa però de dimensions més grans. El primer pis del cos central, en canvi, té un finestral d'arc pla format per una estructura de tres finestres. El darrer nivell dels cossos longitudinals, destacat pel seu remat a manera de frontó triangular, compta amb tres finestres cegues. Tanmateix, les naus són flanquejades per pilars de maó, alts i amb coronament escalonat. A l'eix central del tester, vèrtex de dues estries planes que emmarquen l'anomenat frontó, s'hi presenta una peça de secció quadrada que sobresurt de la façana. El cos central, al seu torn, tot i que és més baix que els descrits fins ara, segueix la mateixa tipologia que les naus però l'angle del frontó està més rebaixat i no compta amb els elements decoratius. La coberta de cadascun dels cossos és de teula àrab i té una inclinació de dos aiguavessos.

## Història
El 19 de desembre de l'any 1928 se sol·licita autorització a l'Ajuntament de Ginestar per poder emplaçar la seu social del Sindicat als terrenys propietat de Mercedes Pàmies Navarro. L'Ajuntament acorda per unanimitat la petició i tots els drets adquirits per l'Ajuntament passen al Sindicat amb la condició d'urbanitzar la plaça de Catalunya en un termini de 2 anys i l'obligació de deixar una passarel·la paral·lela a la façana. El Sindicato Agrícola de Ginestar va ser constituït per una desena d'homes que van signar-ne els estatuts i va nomenar Joan Pujol com a president. La societat tenia com a objectiu organitzar, promoure i dirigir els interessos del associats -propietaris, colons, parcers i també jornalers- mitjançant la creació de set seccions: Cooperativa de consum, Cooperativa de producció, Caixa d'estalvis i préstecs, Mutualitat i previsió, Assegurances, Cooperativa de crèdit i Recreació.
La construcció dels edificis principals es va fer entre els anys 1928 i 1935, i entre el 1935 i el 1936 es va iniciar la construcció del tercer edifici conegut com a Sala d'espectacles. Durant la Guerra Civil Espanyola, el local va quedar a mig construir i els bombardejos van afectar l'estructura de tots els edificis. No obstant això, no va ser fins al 1945 que es va decidir la reconstrucció i reforma tant del local com dels dos edificis principals, encarregant-ho a l'arquitecte Salvador Ripoll Sahagún. Aleshores, també es van modificar els estatuts de la cooperativa, afegint diferents articles per poder crear la Caixa Rural i se'n canvia el nom, que passa a anomenar-se Cooperativa Agrícola i Caixa Agrària la Ginesta.
L'any 1983, la Cooperativa es va integrar a la Federació de Cooperatives Agràries de Catalunya per tal de poder estar assessorada constantmentpel que fa a les seccions de crèdit i a les normatives vigents. Al llarg d'aquests anys, tambén'ha anat modificant els estatuts actualitzant-los a les lleis que han anat sorgint. Així mateix, va canviar la seva denominació per l'actual: Agrícola i Secció de Crèdit la Ginesta, Societat Cooperativa Catalana Limitada. Durant molts anys, el local d'espectacles propietat de la Cooperativa va estar llogat a Pere Pujol Barenys i, posteriorment, als seus hereus. Finalment, el 30 de setembre de 1971 va acabar l'arrendament i la Cooperativa en va cedir l'ús gratuït a la Societat cultural i recreativa La Ginesta per tal que hi organitzés els actes de les festes majors, el cinema, entre d'altres.